# Knautia adriatica
Knautia adriatica är en tvåhjärtbladig växtart som beskrevs av Friedrich Ehrendorfer. Knautia adriatica ingår i släktet åkerväddar, och familjen Dipsacaceae. Inga underarter finns listade i Catalogue of Life.